# 4th of July (Fireworks)
«4th of July (Fireworks)» es el título de la canción de la cantante estadounidense Kelis. Fue lanzado como el segundo sencillo de su quinto álbum de estudio Flesh Tone. Incluye el sampleo de la versión remezclada realizada por Pilotpriest de la canción "You're My Heart" de la banda canadiense Lioness. La canción fue seleccionada en la posición # 51 en la lista de las mejores canciones del 2010 según la revista NME. El sencillo fue lanzado con tres artes de tapas diferentes, uno para los CD y los EP digitales en el Reino Unido, otro para las versiones remezcladas en los Estados Unidos y para su edición internacional. El video musical de la canción fue codirigido por Kelis, John "Rankin" Waddell y Nicole Ehrlich y fue rodada en el desierto de Los Ángeles.

## Lista de canciones
- Descarga digital[6]

1. "4th of July (Fireworks)" - 5:29

- Sencillo en CD[7]

1. "4th of July (Fireworks)" (Radio Edit) - 3:10
2. "4th of July (Fireworks)" (Calvin Harris Remix) - 5:38

- Reino Unido – Remixes EP[8]

1. "4th of July (Fireworks)" (Club Version) - 3:39
2. "4th of July (Fireworks)" (Richard X Remix) - 6:20
3. "4th of July (Fireworks)" (Calvin Harris Remix) - 5:38

- Estados Unidos – The Remixes EP[9]

1. "4th of July (Fireworks)" (Rusko Remix) - 4:10
2. "4th of July (Fireworks)" (Richard X Remix) - 6:20
3. "4th of July (Fireworks)" (Burns Remix) - 5:22
4. "4th of July (Fireworks)" (Calvin Harris Remix) - 5:39
5. "4th of July (Fireworks)" (Fernando Garibay Remix) - 5:17

- Estados Unidos – Remixed EP[10]

1. "4th of July (Fireworks)" (DJ DLG Lazor Arena Remix) - 7:07
2. "4th of July (Fireworks)" (WaWa Remix) - 3:10
3. "4th of July (Fireworks)" (Saúl Ruíz Club Mix) - 7:33
4. "4th of July (Fireworks)" (Héctor Fonseca Remix) - 8:56
5. "4th of July (Fireworks)" (Zoned Out Remix) - 7:47

## Listas
| Lista (2010)                                | Mejor posición |
| ------------------------------------------- | -------------- |
| Bélgica (Flandes) (Ultratip Bubbling Under) | 2              |
| Bélgica (Valonia) (Ultratip Bubbling Under) | 36             |
| República Checa (Rádio Top 100)             | 41             |
| Eslovaquia (Rádio Top 100)                  | 37             |
| Estados Unidos (Hot Dance Club Songs)       | 4              |
| Reino Unido (UK Singles Chart)              | 32             |
| Reino Unido (UK Dance Chart)                | 6              |

## Hostorial de lanzamientos
| Paós           | Fecha              | Formato          | Discográfica    |
| -------------- | ------------------ | ---------------- | --------------- |
| Estados Unidos | 8 de junio de 2010 | Descarga digital | will.i.am music |
| Reino Unido    | 4 de julio de 2010 | Descarga digital | Polydor Records |
| Reino Unido    | 5 de julio de 2010 | Sencillo en CD   | Polydor Records |